# Banco Nacional de Crédito Agrícola
El Banco Nacional de Crédito Agrícola fue un banco de crédito mexicano fundado el 10 de marzo de 1926 por medio de la promulgación de la Ley de Crédito Agrícola. Su sede se estableció en el antiguo edificio de la Comisión Monetaria de México, en la calle de Isabel la Católica, esquina con República de Uruguay, dentro del corredor bancario de la Ciudad de México. En sus inicios, el banco se desempeñó como una oficina que ofrecía información a pequeños agricultores sobre crédito para la producción, irrigación y extensión de sus tierras de cultivo, así como de abonos, control de plagas y mejoras materiales en las propiedades agrícolas.

## Antecedentes y origen
Tras la Revolución mexicana, el país entró en crisis. La población no contaba con dinero para adquirir productos básicos y muchos negocios quebraron por la falta de financiamiento, lo que intensificó un ambiente político y social de inestabilidad económica. Como consecuencia, los bancos comerciales aumentaron la tasa de interés de los créditos que otorgaban a la pequeña parte de la población que lograba acceder a ellos.
En 1924 se expidió la Ley de Instituciones de Crédito y en ella se reguló la figura de la banca especializada con bancos de descuento y depósito, hipotecarios, refaccionarios, de fideicomiso, agrícolas e industriales, orientados a la pequeña y mediana empresa.  Por su parte, el gobierno creó bancos de desarrollo para apoyar a sectores productivos de la población que necesitaban financiamiento accesible y a tasas bajas para poder reactivar sus negocios o iniciar proyectos productivos que les generan ingresos y crearán empleos en un ambiente poco propicio para ello. Así, al mismo tiempo que comenzaba a estabilizarse la economía, se crearon condiciones económicas para generar empleos, productos y estabilidad social.
En julio de 1925, la Secretaría de Hacienda creó una comisión para el estudio y el establecimiento de un banco nacional refaccionario dedicado al sector primario. Una de las propuestas que llegó a aquella provino de Manuel Gómez Morín, quien sugirió un sistema global de crédito que incluyera un corpus legal donde se contempla la ley agrícola, el registro de la propiedad, un banco agrícola y sociedades organizadas por agricultores individuales.
De esta manera, con el objetivo de apoyar al sector social de la economía, principalmente a los ejidatarios, se creó en 1926 el Banco Nacional de Crédito Agrícola y nueve bancos regionales por medio de la Ley de Crédito Agrícola, la cual sufriría modificaciones sucesivas en 1931, 1934 y 1939. Este marco favorecería con créditos a las sociedades locales y a las uniones de crédito para fomentar la agricultura, y en su caso, la venta del producto.
El Banco Nacional de Crédito Agrícola, creado con fondos estatales, se originó estrechamente vinculado al Banco de México, el cual actuó como prestamista de emergencia para la creación del nuevo ente público. Los primeros créditos se destinaron principalmente a sociedades cooperativas agrícolas, las cuales encontraron un mecanismo para comprar materia prima, maquinaria y granos para su siembra. 
Las tareas encomendadas al Banco Nacional de Crédito Agrícola comprendieron la irrigación, la formación de estaciones experimentales, la liquidación de la Caja de Préstamos, apoyo a los bancos ejidales, así como la comercialización y exportación de productos de las sociedades locales y regionales de crédito agrícola. La administración del banco se confió a 11 miembros propietarios y 5 suplentes designados por los accionistas.
Entre las sociedades de crédito destacadas se encontraban las del Estado de México, Morelos, Puebla, Oaxaca, Veracruz y Tamaulipas. El Banco tuvo presencia en casi todo el territorio nacional, incluyendo los terrenos del enorme latifundio Terrazas en Chihuahua, los de la Colorado River Land Company en Mexicali, la Compañía Constructora Richardson en Sonora o los ingenios de Ayotla en Oaxaca, San Cristóbal en Veracruz y el de Atencingo en Puebla.

## Evolución
En el gobierno de Lázaro Cárdenas se concibió al ejido como eje transformador de la economía mexicana, entrando ahí la participación del Banco Nacional de Crédito Agrícola como medio para buscar y consolidar las masas populares posrevolucionarias a través de la canalización de fondos públicos. El financiamiento agrícola creció en el gobierno de Lázaro Cárdenas de manera acelerada, pues, a poco tiempo de su creación, atendió a un 20% de la población ejidal en todo México.
En 1935 y 1936 se transfirió el crédito ejidal al Banco Nacional de Crédito Ejidal y el Banco Agrícola reunió en su seno solamente a las sociedades de pequeños agricultores, cuyo número hacia 1940 era de 967 con 31,622 socios. El poco éxito de la institución en ese período se ha intentado explicar por medio de diversas causas: la carencia de capital, los altos costos de la administración frente a la pequeña cuantía de los préstamos otorgados, la constante vigilancia que había que ejercer sobre los prestatarios, las dificultades de recuperación, la falta de experiencia, las presiones políticas, etc. Como sucedió con el Banco Nacional de Crédito Ejidal, el Banco Nacional de Crédito Agrícola funcionó tanto como institución financiera, como institución administrativa, de fomento, de planeación y de comercio. Además de proporcionar crédito, se dedicó a otras actividades: compra-venta de mercancías y productos, distribución de semillas, entre otros.
En 1939 se vuelve a reformar la Ley de Crédito Agrícola, con el objetivo de perfeccionar la organización y funcionamiento de las sociedades de agricultores que integraban el sistema. En esta revisión se determina que el  funcionamiento del Banco Nacional de Crédito Agrícola no satisfacía las esperanzas que había abrigado la nación con su creación, atribuyéndose esto a las deficiencias en la administración e incluso a las condiciones de atraso de la población indígena.
Desde la fundación del Banco Nacional de Crédito Agrícola se han creado diversos entes públicos con misiones y objetivos similares: el Banco Nacional de Crédito Ejidal (1935); el Banco Nacional de Crédito Agropecuario (1965); el Banco Nacional de Crédito Rural (1975) y Financiera Rural (2003). Además, desde 1954 operan en el país los Fideicomisos Instituidos en Relación con la Agricultura, por medio del Banco de México.